# جون بورلاند (لاعب كرة قدم)
جون بورلاند (بالإنجليزية: John Borland)‏ هو لاعب كرة قدم بريطاني في مركز مهاجم داخلي، ولد في 25 يوليو 1951 في Shettleston ‏ في المملكة المتحدة. لعب مع نادي كوينز بارك.